# Каррапатейра
Каррапатейра (порт. Carrapateira) — муниципалитет в Бразилии, входит в штат Параиба. Составная часть мезорегиона Сертан штата Параиба. Входит в экономико-статистический микрорегион Кажазейрас. Население составляет 2373 человека на 2006 год. Занимает площадь 72,778 км². Плотность населения — 32,6 чел./км².

## Статистика
- Валовой внутренний продукт на 2003 год составляет 3 951 494,00 реалов (данные: Бразильский институт географии и статистики).
- Валовой внутренний продукт на душу населения на 2003 год составляет 1736,92 реалов (данные: Бразильский институт географии и статистики).
- Индекс развития человеческого потенциала на 2000 год составляет 0,602 (данные: Программа развития ООН).